# Далахай
Далахай (Далагай; кит. 打拉亥站, пін. Dálāhài Zhàn, або кит. 达拉荄站, пін. Dálāgāi Zhàn) — залізнична станція в КНР, розміщена на Баотоу-Ланьчжоуській залізниці між станціями Баотоу-Західне і Хаєхутун.
Розташована в районі Цзююань міського округу Баотоу (автономний район Внутрішня Монголія).